# Кто-то особенный
«Кто-то особенный» — южнокорейский романтический комедийный фильм 2004 года о борющемся бейсболисте и давно влюблённой в него фанатке. Он был выбран для показа на Пусанском международном кинофестивале в 2004 году, на Дальневосточном кинофестивале в Удине в 2005 году. Премьера его состоялась в США на Фестивале азиатского кино в Нью-Йорке в 2005 году.

## Сюжет
У профессионального бейсболиста Донг Чи Суна никогда в жизни не было настоящей любви, несмотря на то, что он встречался со многими женщинами. «Я всегда думаю, что это любовь, но рано или поздно я узнаю, что это не так.» Его бросила очередная подружка, и в тот же день он обратился к врачу и узнал, что у него злокачественная опухоль, и жить ему осталось всего три месяца. Уже сентябрь, так что он даже не доживёт до Нового года. Он направляется в бар друга, чтобы запить свою боль.
Чи Сун не привык много пить, он падает в обморок и просыпается в гостиничном номере с барменшей, довольно странной женщиной, которую он до сих пор игнорировал. На его расспросы о том, как он туда попал, девушка отвечает, что сама донесла его до номера. Затем она начинает рассказывать ему о том, как он вёл себя, пока был пьян, прежде чем оставить его одного в номере.
На следующий день он идёт на тренировку, совершенно не в состоянии сосредоточиться. Будучи успешным питчером в университете, он был перемещён на внешнее поле после травмы плеча, а затем понижен до низшей лиги. По дороге домой он слышит странно знакомую историю, рассказанную в радиопередаче, посвященной «исповедальным любовным историям». Кто-то, называющая себя «пишущей принцессой», говорит о том, как донесла человека в гостиничный номер и общалась с ним там.
Хан И-Ен устроена на неполный рабочий день в баре и кафе и слушает радиопередачи в свободное время. Десять лет назад в её район переехал молодой студент в бейсбольной форме, и с того дня она постепенно влюблялась в него. Но она так и не нашла возможности поговорить с ним до той ночи, когда он пришел один в бар, где она работает. Она была потрясена, увидев, как он плакал, а потом, выпив всего три рюмки, потерял сознание.
Не видя другого выхода, она доставляет его в соседний отель и заботится о нём там. Видя, как он мирно спит, она просто хочет остаться с ним так долго, как она может. Но когда он просыпается, все слова, которые она хочет сказать, застревают у неё в горле, и всё, что она может сделать — это сказать ему о событиях прошлой ночи. Разочарованная и смущённая, она оставляет его там и возвращается домой. Она решает написать письмо в свою любимую радиопередачу.
Хотя Чи Сун сердится на И-Ен за «радио инцидент», она видит в этом благоприятную перспективу. Одна радиостанция посылает ей в подарок бесплатный мобильный телефон. Чи Сун недавно потерял свой, поэтому она заходит к нему домой, чтобы дать ему телефон. Другая радиостанция дарит ей бесплатные билеты в кино, так что она берет Чи Суна с собой. В кинотеатре Чи Сун сталкивается со своей старой подругой и представляет И-Ен как просто знакомую. И-Ен надеется стать для него кем-то особенным.

## В ролях
| Актёр       | Роль              |
| ----------- | ----------------- |
| Чон Джэ-ён  | Донг Чи Суна      |
| Ли На-ён    | И Хан-Ен          |
| Им Ха-Рьён  | капитан полиции   |
| Чан Ён-нам  | девушка из аварии |
| Чон Гю-су   | доктор Но         |
| Ким Хе-джон | мама И-Ен         |
| Ким Хе-на   | Чжу ю вон         |
| О Сын-хён   | бывшая Чи Суна    |
| Пак Ми-сук  | продавец          |
| Юн Джу-хи   | стюардесса        |
| Пак Чжун-се | вор               |
| Ли Мин Чжун | подруга И-Ен      |
| Чо Док Хен  | владелец бара     |
| Хан Сын Хи  | жена грабителя    |

## Номинации и награды
| Награда                          | Дата вручения | Номинация         | Номинант   |
| -------------------------------- | ------------- | ----------------- | ---------- |
| Chunsa Film Art Awards           | 2004 год      | «Лучшая актриса»  | Ли На-ён   |
| Кинопремия «Синий дракон»        | 2004 год      | «Лучшая актриса»  | Ли На-ён   |
| Кинопремия «Синий дракон»        | 2004 год      | «Лучший сценарий» | Чан Джин   |
| Премия Корейской киноакадемии    | 2004 год      | «Лучший сценарий» | Чан Джин   |
| Награда кинокритиков Пусана      | 2004 год      | «Лучший актёр»    | Чон Джэ-ён |
| Награда кинокритиков Пусана      | 2004 год      | «Лучший сценарий» | Чан Джин   |
| Женская премия корейского фильма | 2004 год      | «Лучшая актриса»  | Ли На-ён   |
| Baeksang Arts Awards             | 2005 год      | «Лучший сценарий» | Чан Джин   |